# 雪あられ (イラストレーター)
雪 あられは、日本のイラストレーター。漫画家。男性。

## 作品リスト

### 単行本
- しずくちゃんマジ天使! (KADOKAWA、2018年1月発売、ISBN 978-4-04-602072-7）
- 剣帝学院の魔眼賢者（講談社（マガジンポケット 2022年9月15日 - 2024年1月4日）、原作：ツカサ、キャラクター原案：きさらぎゆり）
  1. 2023年1月6日発売、ISBN 978-4-06-530441-9
  2. 2023年3月9日発売、ISBN 978-4-06-531045-8
  3. 2023年5月9日発売、ISBN 978-4-06-531845-4
  4. 2023年7月7日発売、ISBN 978-4-06-532222-2
  5. 2023年9月8日発売、ISBN 978-4-06-532935-1
  6. 2023年11月9日発売、電子書籍のみ
  7. 2024年1月9日発売、電子書籍のみ
  8. 2024年3月8日発売、電子書籍のみ
- ヒロインは××を稼ぎたい（講談社（マガジンポケット 2024年3月2日 - 11月30日[2]）、原作：まがりひろあき）
  1. 2024年6月7日発売、電子書籍のみ
  2. 2024年10月8日発売、電子書籍のみ
  3. 2024年12月9日発売、電子書籍のみ

### 読切作品
- ツン→デレ （KADOKAWA（月刊少年エース 2015年7月号掲載））

### その他
- かまって新卒ちゃんが毎回誘ってくる（KADOKAWA（ファンタジア文庫）2021年11月 - 2022年5月発売、著者：凪木エコ、キャラクターデザイン・イラスト：Re岳） - 文庫の漫画担当